# Werner Xhrouet
 (juillet 2012).
Werner Xhrouet, ou Chrouet, est né en 1663 à Olne, en principauté de Liège, de l’union d’Henry Chrouet et de Catherine Warnier.
Il devint docteur en médecine, tout comme son frère benjamin, Henry Chrouet (+1721), le fut également. Il mena notamment des recherches sur les propriétés chimiques des eaux minérales particulièrement d’Aix-la-Chapelle, de Chaudfontaine et de Spa.

## Médecine
- De trium honorum oculi origine, formatione & nutritione, Leodii, 1688, in-8, & 1691, in-12. Il s’élève dans cet ouvrage contre la doctrine de Nuck et prétend que les conduits aqueux de celui-ci sont de véritables artères ;
- La connaissance des eaux minérales d'Aix-la Chapelle, de Chau-fontaine et de Spa, par leur véritable principe, Leyde, 1714, in-12 et Liège, 1729, in-12. Il y fait part de ses nombreuses observations de ces eaux ;
- Nouvelle édition revue, corrigée et augmentée de notes historiques et critiques de Spadacreme, ou dissertation physique sur les eaux de Spa, (1645), de Henri de Heers, « contenant plusieurs bons avis, soit pour ceux qui veulent venir a Spa, soit pour ceux qui y sont déjà arrivés. De l'origine des Fontaines. Recettes », Werner Chrouet, 1739, à La Haye, chez P. Paupie, in-12 . 7 ff . n.ch. et 251- pages. Il y corrige les fautes touchant à la chimie et traduit en français l’ouvrage original.
- Lettre du Dr Xhrouet contre le Dr Besmal sur les eaux du Gadot, 1714 et 1715 ;
- Dans le Journal de Trévoux, Mémoires pour l’Histoire des Sciences et des Beaux-Arts, en 1707, il publie son analyse du soufre commun par rapport au sentiment de Hemberg.

## Spa
Werner Xhrouet s’inscrira dans la lignée des docteurs en médecine qui ont contribué à la renommée internationale de Spa et de ses eaux jusqu’à aujourd’hui. Le premier connu de l’histoire est en 1547, Agustino, médecin du roi d’Angleterre, Edouard VI. Les qualités thérapeutiques des eaux de Spa étaient cependant identifiées depuis le Romain, Pline le Jeune. Citons encore dans ce registre, sans faire de monographie, les médecins Henri  de Heers ou Philippe de Limbourg.
W. Xhrouet publie en 1714 à son compte son ouvrage sur les eaux minérales de Spa, Chaudfontaine et Aix-la-Chapelle. Le magistrat de Spa reconnaîtra son apport et le gratifiera d’une contribution.

## Chaudfontaine

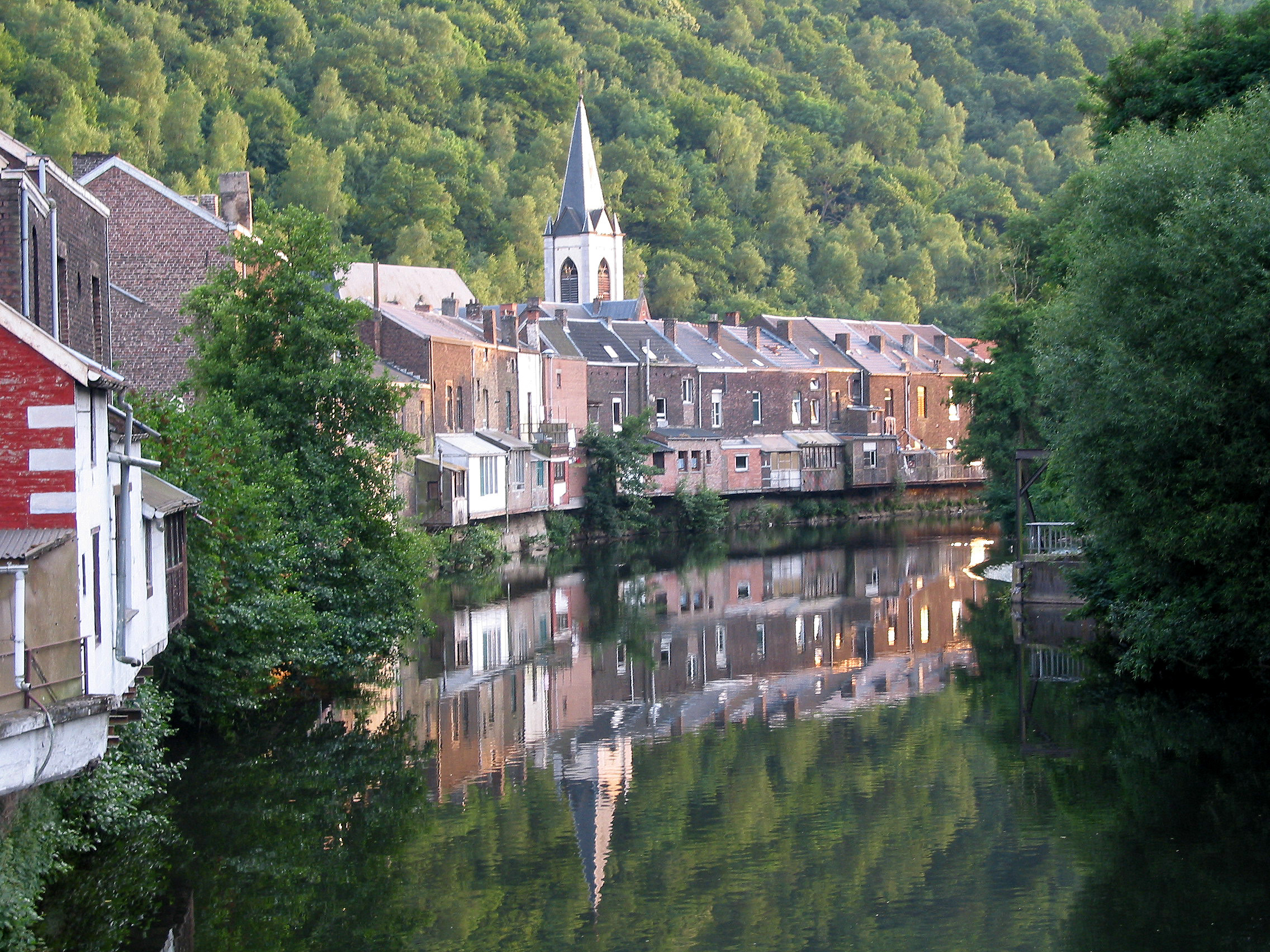
Chaudfontaine, Le village se réfléchissant dans la Vesdre

Werner Xhrouet aide Simon Sauveur, humble paysan de Chaudfontaine, à exploiter à des fins commerciales, l’eau chaude qui jaillissait de divers endroits au bord de la Vesdre. Ce dernier réunit alors plusieurs petites sources et fit construire des baignoires à l’abri d’un hangar et « lança » les premiers bains de Chaudfontaine, en 1696.  Les malades étaient à ce point nombreux qu’ils se rendaient « aux bains Sauveur » » par les barques des charbonniers qui alimentaient les forges de Chaudfontaine. Sauveur obtint l’octroi princier de l’utilisation des sources mais son succès attira les convoitises et, n’étant pas propriétaire du terrain, il fut « légalement » dépouillé de son œuvre, la Maison Sauveur, en 1713. Près de trois cents ans plus tard, les nouveaux thermes de Chaudfontaine sont accueillis depuis 2003 dans le cadre du château Hauster du XVIIIe siècle.